# 끄롱북현
끄롱북현(베트남어: Huyện Krông Búk / 克容布)은 베트남 중부 고원 지방 닥락성의 현이다.

## 행정 구역
끄롱북현은 7사를 관할하고 있다.

### 사
- 쯔끄보 사 (Xã Chư Kbô, 諸克博社)
- 끄내 사 (Xã Cư Né, 格内社)
- 끄뻥 사 (Xã Cư Pơng, 格崩社)
- 애아응아이 사 (Xã Ea Ngai, 亞埃社)
- 애아신 사 (Xã Ea Sin, 亞仙社)
- 뻥즈랑 사 (Xã Pơng Drang, 崩热讓社)
- 떤럽 사 (Xã Tân Lập, 新立社)